# Mitti-Gåstjärnen
Mitti-Gåstjärnen är en sjö i Kalix kommun i Norrbotten och ingår i Kalixälvens huvudavrinningsområde.